# Consell Pontifici per a la Justícia i la Pau
El Consell Pontifici per a la Justícia i la Pau (llatí: Pontificium consilium de iustitia et pace) és un dicasteri de la Cúria pontifícia, dedicat als estudis i a l'acció orientades a la promoció internacional de la justícia, la pau i els drets humans des de la perspectiva de l'Església Catòlica. Per a aquesta finalitat coopera amb diversos instituts religiosos i grups de defensa; així com amb organitzacions internacionals, d'estudi i ecumèniques.
Entre els seus treballs de referència està el Compendi de la Doctrina Social de l'Església.
Actualment està presidida pel cardenal Peter Kodwo Appiah Turkson, el secretari és el bisbe Mario Toso i el sots-secretari és Flaminia Giovanelli, la dona laica de més alt rang que treballa a la Cúria Romana.

## Origen
El Concili Vaticà II va proposar la creació d'un organisme de l'Església universal, la funció del qual seria "estimular la comunitat catòlica per promoure el progrés en les regions necessitades i la justícia social a l'escena internacional". Va ser en resposta a aquesta sol·licitud que el Papa Pau VI va establir la Comissió Pontifícia "Justitia et Pax" pel motu proprio Catholicam Christi Ecclesiam de data 6 de gener de 1967.
Dos mesos més tard, a la Populorum progressio, Pau VI va declarar succintament del nou òrgan que "el seu nom, que és també el seu programa, és Justícia i Pau" (N ° 5). Gaudium et Spes i aquesta Encíclica, que "en certa manera... s'aplica a l'ensenyament del Concili", eren els textos fundadors i punts de referència per a aquest nou cos.
Després d'un període experimental de deu anys, Pau VI va donar a la Comissió seu estat definitiu amb el motu proprio Iustitiam et Pacem del 10 de desembre de 1976. Quan la Constitució Apostòlica Pastor Bonus de 28 de juny de 1988 va reorganitzar la Cúria Romana, el Papa Joan Pau II va canviar el seu nom de Comissió a Consell Pontifici i confirmar-se de nou les línies generals del seu treball.

## Objectius i mandat
Pastor Bonus defineix els objectius i el mandat del Consell Pontifici per a Justícia i Pau en els següents termes: 

«El Consell promourà la justícia i la pau al món, a la llum de l'Evangeli i de la doctrina social de l'Església (art 142.). »

§ 1. s'aprofundirà la doctrina social de l'Església i l'intent de fer que sigui àmpliament conegut i aplicat, tant pels individus i les comunitats, especialment pel que fa a les relacions entre treballadors i empresaris. Aquestes relacions han de ser cada vegada més marcades per l'esperit de la Evangeli. 

§ 2 es reuniran i avaluaran diversos tipus d'informació i els resultats de la investigació sobre la justícia i la pau, el desenvolupament dels pobles i les violacions dels drets humans. si és el cas, s'informarà als organismes episcopals de les conclusions extretes. Es fomentaran les relacions amb les organitzacions catòliques internacionals i amb altres entitats, ja siguin catòliques o no, que estan sincerament compromeses amb la promoció dels valors de la justícia i la pau al món. 

§ 3 s'augmentarà la consciència de la necessitat de promoure la pau, per sobre de tot amb ocasió de la Jornada de la Pau (art. 143). Es mantindrà una estreta relació amb la Secretaria d'Estat, sobretot quan es tracta del públic dels problemes de la justícia i la pau en els seus documents o declaracions (art. 144) ".

## Activitats
El treball principal del Consell Pontifici és participar en els estudis orientats a l'acció basades tant en el magisteri papal i la doctrina social de l'Església Episcopal. A través d'ells, el Consell Pontifici també contribueix al desenvolupament d'aquest ensenyament en els següents camps extensos:
- Justícia: el Consell Pontifici per a la Justícia i la Pau s'ocupa de tot el que toca a la justícia social, el món del treball, la vida internacional, el desenvolupament en general i el desenvolupament social en particular. Així mateix, promou la reflexió ètica sobre l'evolució dels sistemes i aborda els problemes econòmics i financers relacionats amb el medi ambient i l'ús responsable dels recursos de la Terra.
- Pau: Encarregat de reflexionar sobre una àmplia gamma de qüestions relacionades amb la guerra, el desarmament i el comerç d'armes, la seguretat internacional, i la violència en les seves diverses i canviants formes (terrorisme, nacionalisme exagerat etc.). També considera la qüestió dels sistemes polítics i el paper dels catòlics en l'arena política. És responsable de la promoció de la Jornada Mundial de la Pau.
- Drets humans: aquesta qüestió ha adquirit una importància creixent en la missió de l'Església i, per tant, en la tasca del Consell Pontifici. El Papa Joan Pau II va subratllar constantment que la dignitat de la persona humana és el fonament de la promoció i defensa dels seus drets inalienables. El Consell tracta el tema des de tres perspectives: l'aprofundiment de l'aspecte doctrinal, que tracta de qüestions objecte de debat en les organitzacions internacionals, mostrant la seva preocupació per les víctimes de la violació dels drets humans.

Va haver una "Cimera sobre Ètica en el món dels negocis", de dos dies (16 i 17 de juny de 2011) que va examinar des del punt de vista cristià, des de la perspectiva catòlica del Papa Benet XVI sobre l'ètica financera i les possibles alternatives amb base cristiana sobre l'actual statu quo de millors pràctiques seculars al camp. La cimera va ser organitzada conjuntament per la Universitat Pontifícia Regina Apostolorum i l'Institut Internacional Fidelis, així com de la Acadèmia Pontifícia de les Ciències.
D'acord amb un article d'un diari online a la conferència de Carol Glatz al Catholic News Service, el divendres 17 juny 2011, «El Vaticà i alguns pensadors catòlics estan instant a les empreses, no només per emprar polítiques d'ètica dins les seves empreses, sinó a dedicar-se a portar la justícia econòmica a la resta del món. De fet, les persones han de tenir cura amb les pràctiques ètiques superficials que «s'han adoptat principalment com un dispositiu de màrqueting, sense cap efecte en les relacions dins i fora de la pròpia empresa» i sense promoure la justícia i el bé comú, va dir el cardenal Tarcisio Bertone, secretari d'estat. El cardenal Bertone va ser un dels diversos oradors convidats a la Cimera sobre Ètica en el món dels negocis, patrocinat pel Consell Pontifici per a la Justícia i la Pau i l'Institut Fidelis International dels Legionaris de Crist, que promou l'ètica en els negocis. la conferència del 16-17 de juny va reunir líders d'alt perfil de la fabricació, la indústria, els serveis bancaris i sectors financers inclosos representants a General Electric i Goldman Sachs, així com experts catòlics en l'ensenyament social catòlic. «Aquí tothom ha estat bé. No era una invitació oberta a tothom», va dir el pare Luis Garza Medina, vicari general dels Legionaris de Crist, que va ajudar en la planificació de l'esdeveniment. Els organitzadors deliberadament van escollir persones de diferents indústries, països i religions per tal d'elaborar principis ètics que tenen en comú, que sovint reflecteixen els punts de vista inherents al pensament social de l'Església, és a dir, els principis de la centralitat de la persona humana, la subsidiarietat, la solidaritat i la recerca del bé comú, va dir al Servei Catòlic de Notícies el 17 de juny. «El veritable repte, però, s'està duent a aquests principis comuns i la seva traducció en accions concretes que ha de tenir un impacte real en l'economia local i mundial, i en la vida de les persones», va dir.
L'objectiu de la reunió era mostrar com "Caritat en la veritat", l'encíclica del 2009 del Papa Benet XVI sobre temes de justícia social, podria inspirar als líders de trobar aplicacions pràctiques d'aquests valors universals. En la seva xerrada 16 de juny el cardenal Bertone va dir que «l'encíclica deixa clar que de cap manera les empreses poden seguir sent èticament neutrals: estan servint el bé comú o no.»
L'agost de 2011, el Consell va emetre una "nota" titulada "Cap a la reforma del sistema financer i monetari internacional en el context de l'Autoritat pública mundial", que inclou el desenvolupament del tema ja presentat a la "Caritas in Veritate".

## Xarxa
El Consell Pontifici per a la Justícia i la Pau col·labora amb tots aquells dins de l'Església que persegueixen els mateixos fins. Com a organisme de la Santa Seu, el Consell està, sobretot, al servei del Papa, i també col·labora amb altres departaments de la Cúria Romana.
Com a òrgan de l'Església universal, també està al servei de les Esglésies locals. Manté contactes sistemàtics amb les Conferències Episcopals i els seus organismes regionals i col·labora regularment amb ells. A través de les Conferències Episcopals, o amb el seu consentiment, el Consell Pontifici així mateix està en contacte amb una àmplia gamma d'organitzacions de l'església a nivell nacional que s'han establert en els fidels la consciència de les seves responsabilitats en l'àmbit de la justícia i la pau. Alguns d'aquests són principalment per a l'estudi i la reflexió, mentre que altres estan més orientat a l'acció. Inclouen les comissions nacionals de Justícia i Pau o Comissions d'Afers Socials, els moviments de defensa dels drets humans o per a la promoció de la pau o de desenvolupament, etc.
El Consell Pontifici manté contacte amb les diverses institucions o moviments internacionals dins de l'Església (instituts religiosos, organitzacions internacionals catòliques) que, en comunió amb els bisbes, ajuden els cristians a donar testimoniatge de la seva fe en l'àmbit social.
El Pontifici Consell també es dirigeix cap al món acadèmic i intel·lectual i busca el consell de professors de l'ensenyament social de l'Església, especialment els de les Universitats Pontifícies de Roma. Té, a més, vincles sistemàtics amb la Pontifícia Acadèmia de les Ciències Socials. L'enriquiment dels contactes amb altres esglésies i religions s'han establert com a resultat del mandat del Consell Pontifici per a treballar des d'una perspectiva ecumènica. El Consell Pontifici col·labora d'una manera especial amb el Consell Mundial d'Esglésies.
Finalment, cal fer esment dels diversos enllaços amb organitzacions seculars que treballen per a la promoció de la justícia, la pau i el respecte de la dignitat humana. Amb els anys, les relacions amb les organitzacions internacionals han augmentat considerablement. A causa de l'interès de la Santa Seu a la tasca de les Nacions Unides, el Consell Pontifici, en col·laboració amb la Secretaria d'Estat, té contactes freqüents amb les Nacions Unides i els seus organismes especialitzats, sobretot en el moment de les grans conferències internacionals per fer front a qüestions com ara el desenvolupament, la població, el medi ambient, el comerç internacional, o els drets humans. La mateixa importància se li dona a les organitzacions regionals, entre els quals el Consell d'Europa i la Unió Europea. El Consell Pontifici també dona la benvinguda als intercanvis amb les organitzacions no governamentals que comparteixen els seus objectius i estan treballant en el camp de la pau, la justícia i els drets humans.

## Publicacions
El Consell Pontifici per a la Justícia i la Pau emet documents sobre temes d'actualitat com el deute internacional, el racisme, el comerç internacional d'armes i la distribució de la terra. En cada cas, aquests documents es basen en la doctrina social de l'Església en la formulació de principis i pautes ètiques pertinents. El Consell també publica llibres: informes de reunions que ha organitzat, col·leccions sistemàtiques dels textos pontificis sobre una qüestió social particular, els estudis sobre temes d'actualitat, com la perspectiva de l'Església Catòlica sobre els drets humans, el medi ambient o les dimensions ètiques de l'economia, les activitats financeres i el món del treball.
L'objectiu d'aquestes publicacions és difondre el coneixement de la doctrina social de l'Església, especialment entre aquells que poden al seu torn donar a conèixer directament o indirectament als altres. Inclouen les Conferències Episcopals i la seva Justícia i Comissions de Pau o Comissions d'Afers Socials, associacions i moviments de laics, sacerdots, religiosos, seminaristes i religiosos educadors.

## Estructura
El Consell Pontifici per a la Justícia i la Pau té un President que és assistit per un Secretari i un Sots-Secretari, nomenats pel Papa, i per a un període de cinc anys. Un equip de laics, religiosos i sacerdots de diferents nacionalitats, col·labora en la realització dels programes i activitats del Consell. El Papa també designa a uns quaranta membres i consultors que presten serveis a títol personal per un període també de cinc anys. Procedents de diferents parts del món, els membres es reuneixen a Roma a intervals regulars per a una Assemblea Plenària en la qual cada un d'ells, d'acord amb la seva formació i experiència professional o pastoral, contribueix a la planificació general de les activitats del Consell Pontifici. Un punt alt en la vida del Consell, l'Assemblea Plenària és un temps a veure els "signes dels temps".
Els consultors, alguns dels quals són experts en la doctrina social de l'Església, poden ser cridats a participar en grups de treball sobre temes específics. El dissabte 16 de maig de 2015, el Papa Francesc nomenà el reverend pare Timothy Radcliffe, OP, Director de l'Institut Les Casas de Blackfriars a Oxford, Anglaterra, que fa estudis sobre la justícia social i els drets humans, com un dels consultors.

## Membres

### Cronologia dels presidents
- Cardenal Maurice Roy † (6 de gener de 1967 - 16 de desembre de 1976 renuncià)
  - Cardenal Bernardin Gantin † (16 de desembre de 1976 - 29 de juny de 1977 nomenat president del mateix dicasteri) (pro-president)
- Cardenal Bernardin Gantin † (29 de juny de 1977 - 8 d'abril de 1984 renuncià)
- Cardenal Roger Etchegaray (8 d'abril de 1984 - 24 de juny de 1998 jubilat)
- Cardenal François-Xavier Nguyên Van Thuán † (24 de juny de 1998 - 16 de setembre de 2002 mort)
- Cardenal Renato Raffaele Martino (1 d'octubre de 2002 - 24 d'octubre de 2009 jubilat)
- Cardenal Peter Kodwo Appiah Turkson, des del 24 d'octubre de 2009

### Cronologia dels vicepresidents
- Arquebisbe Alberto Castelli (6 de gener de 1967 - 1970 renuncià)
- Bisbe Ramon Torrella i Cascante † (6 de novembre de 1970 - 20 de desembre de 1975 nomenat vicepresident del Secretariat per a la Promoció de la Unitat dels Cristians)
- Arquebisbe Bernardin Gantin † (20 de desembre de 1975 - 15 de desembre de 1976 nomenat pro-president del mateix dicasteri)
- Arquebisbe Jan Pieter Schotte, C.I.C.M. † (20 de desembre de 1983 - 24 d'abril de 1985 nomenat secretari general del Sínode de Bisbes)
- Bisbe Jorge María Mejía (8 de març de 1986 - 5 de març de 1994 nomenat secretari de la Congregació per als Bisbes)
- Arquebisbe François-Xavier Nguyên Van Thuán (24 de novembre de 1994 - 24 de juny de 1998 nomenat president del mateix dicasteri)

### Cronologia dels secretaris
- Monsenyor Joseph Gremillion (1966 - 1974 renuncià)
  - Mossèn Andrea Cordero Lanza di Montezemolo (1974 - 15 de desembre de 1976 nomenat secretari del mateix dicasteri) (pro-secretari)
- Mossèn Andrea Cordero Lanza di Montezemolo (15 de desembre de 1976 - 5 d'abril de 1977 nomenat Arquebisbe titular d'Anglona i pro-nunci apostòlic a Papua Nova Guinea i delegat apostòlic a les Illes Salomó)
- Pare Roger Joseph Heckel, S.J. † (1 de juny de 1977 - 27 de març de 1980 nomenat Bisbe coadiutor d'Estrasburg)
- Mossèn Jan Pieter Schotte, C.I.C.M. † (27 de juny de 1980 - 20 de desembre de 1983 nomenat Bisbe titolare di Silli e vicepresident del mateix dicasteri)
- Bisbe Diarmuid Martin[8] (1994 - 17 de gener de 2001 nomenat observador permanent de la Santa Seu davant les Nacions Unides i Institucions especialitzades a Ginebra i l'Organització Mundial del Comerç)
- Bisbe Giampaolo Crepaldi (3 de març de 2001 - 4 de juliol de 2009 nomenat Arquebisbe, a títol personal, de Trieste)
- Bisbe Mario Toso, S.D.B. (22 d'octubre de 2009 - 19 de gener de 2015 nomenat Bisbe de Faenza-Modigliana)

### Cronologia dels vice-secretaris
- Mossèn Johannes Schütte, S.V.D. (1968 - 18 de novembre de 1971 renuncià)
- Mossèn Andrea Cordero Lanza di Montezemolo (1971 - 1974 nomenat pro-secretari del mateix dicasteri)
- Mossèn Roger Joseph Heckel, S.J. (1975 - 1976 nomenat sots-secretari del mateix dicasteri)

### Cronologia dels sots-secretaris
- Mossèn Roger Joseph Heckel, S.J. (1976 - 1977 nomenat secretari del mateix dicasteri)
- Mossèn Johannes Dyba (1977 - 25 d'agost de 1979 nomenat pro-nunci apostòlico a Gàmbia i Libèria i delegat apostòlic a Guinea)
- Mossèn William Francis Murphy (1980 - 1986 renuncià)
- Mossèn Diarmuid Martin (1986 - 1994 nomenat secretari del mateix dicasteri)
- Mossèn Giampaolo Crepaldi (1994 - 3 de març de 2001 nomenat secretari del mateix dicasteri)
- Mossèn Frank Joseph Dewane (22 de març de 2001 - 25 d'abril de 2006 nomenat bisbe de Venice)
- Doctra. Flaminia Giovanelli, des del 21 de gener de 2010